# 連環粉紅命案
〈粉紅色的研究〉是英國廣播公司（BBC）推出的英國電視劇《新福爾摩斯》第1季的第1集，於2010年7月25日透過BBC One和BBC HD首播；該集由史蒂芬·莫法特編劇，並由保羅·麥格根執導。該集向觀眾引薦了主角——由班奈狄克·康柏拜區飾演的夏洛克·福爾摩斯及馬丁·費里曼飾演的約翰·華生醫生。劇中的部分劇情改編自由柯南·道爾撰寫的首部福爾摩斯小說《血字的研究》（1887年），講述福爾摩斯與華生相遇並攜手解開一連串神祕自殺案件的故事。
劇組原先是打算拍一部長60分鐘、由科奇·吉爾佐執導的試播集，但後來決定直接拍一部長約90分鐘的分集。〈粉紅色的研究〉在播出後取得相當高的評價，播出當晚共有750萬人觀看該集，收視率佔28.5%，評論家多稱讚演員的表現及劇情，但該集的結局受到了部分評論家的詬病。該集同時也入圍了多個獎項，如黃金時段艾美獎和皮博迪獎。

## 劇情
故事以一名中年男子於空置的辦公室自殺為開場，其後一名20歲的青年在凌晨時份於體育館自盡。之後，又有一名女公務員於工地輕生。他們的共通點為都是在服用一種白色膠囊後毒發身亡，而且都是死在他們平時不會去的地點。儘管如此，警方還是相信這與謀殺無關。另一方面，從阿富汗返國的軍醫約翰·華生遇上「顧問偵探」夏洛克·福爾摩斯，古怪的性格使得兩人份外投緣，並合租了貝克街221B號為住處。不久後，又一宗類似的自殺案件發生，福爾摩斯聞之，立刻與華生趕到案發現場。福爾摩斯發現女死者珍妮佛·威爾森（Jennifer Wilson）有過不愉快的婚姻生活，有多位情夫，且在死前費盡力氣留下了「Rache」的字樣。警方認為這是德語，意指復仇，但福爾摩斯不同意，他認為這是一個名字，並推論死者的隨身行李箱和手機被偷走。故此，福爾摩斯相信這是兇殺案而非單純的自殺。
隨後，福爾摩斯和華生離開現場。前者認為兇手會把那行李箱拋棄，故去找它；華生認為這不可能成功，便決定返回貝克街221B號。之後，華生發現身邊的電話亭響起，在好奇心驅使下接起了電話，電話中的男子說服華生上車，將他載到沒人上班的工廠內。之後，電話中的男子出現，試圖收買華生，要求他監視福爾摩斯，但遭到華生的拒絕。那名男子放棄再說服華生，讓他回去，但不願說明自己的身份。回到住處後，華生把剛才的經歷告訴福爾摩斯，後者一笑置之。其後，福爾摩斯又表示已找到那行李箱，他要求華生通過電話把短訊傳送給女死者，以圖引兇手出現。之後，兩人到一間餐廳靜候。不久後，他們發現一輛相當可疑的計程車，並相信兇手是車內的乘客，於是，他們試圖追蹤那的士，但原來該名乘客只是名遊客。
空手而回後，兩人返回住處。這時，向來與福爾摩斯不和的警隊懷疑他藏毒而上門搜索，並告訴他「Rachel」是女死者胎死腹中的女兒的名字，福爾摩斯因而想到「Rachel」其實是電子郵件的密碼，而女死者是刻意把手機留在兇手身邊，以讓警方通過GPS找到真兇。於是，華生用手提電腦登入女死者的帳戶，竟發現手機的位置就在住處內，也就是說，兇手就在這兒。此時，房東哈德遜太太稱有一輛的士在門外等待福爾摩斯。福爾摩斯似乎明白到真兇就是那的士司機，但還是上了車。的士司機名叫傑夫·霍普（Jeff Hope），他直言自己就是兇手，又稱自己是以言語迫使多名死者與他玩服藥自殺的遊戲。他還進一步解釋自己因罹癌行將就木，因他殺人後有人會給他錢，於是他為了留給兩位兒子錢才殺人。這時，霍普將車開到羅蘭柯爾進修教育學院，又拿著手槍要脅福爾摩斯到校內一間教室與他玩自殺遊戲。
福爾摩斯沒有拒絕，霍普繼續告訴前者是因為欣賞其智慧才與他玩這遊戲。之後，他拿出兩顆外觀完全一樣的藥，告訴福爾摩斯其中一顆是有毒的，另一顆則無，福爾摩斯可挑選其中一顆，並吞下它，而他本人也會吞下餘下的一顆。霍普坦承他用此一方法殺掉四人，並表示其致勝方法是知道對方的思維模式，故問福爾摩斯是否有膽量接受挑戰，後者欣然接受。另一方面，華生已利用GPS追蹤到學校。福爾摩斯未迅速吞下藥，反而不斷與霍普對話，以了解他的特色。這時，華生從教室的對面狙擊霍普，霍普隨即倒地。福爾摩斯追問是誰給他錢殺人，霍普稱此人名為莫里亞蒂。在警察到場後，兩人離開現場。在羅蘭柯爾進修教育學院外，他們遇到那個要求華生監視福爾摩斯的男子。原來，這男子是福爾摩斯的兄長迈克罗夫特·福尔摩斯，福爾摩斯沒有理會他就離開。最後，迈克罗夫特通知他的秘書安西婭（Anthea），要她加強對兩人的監視。

## 製作

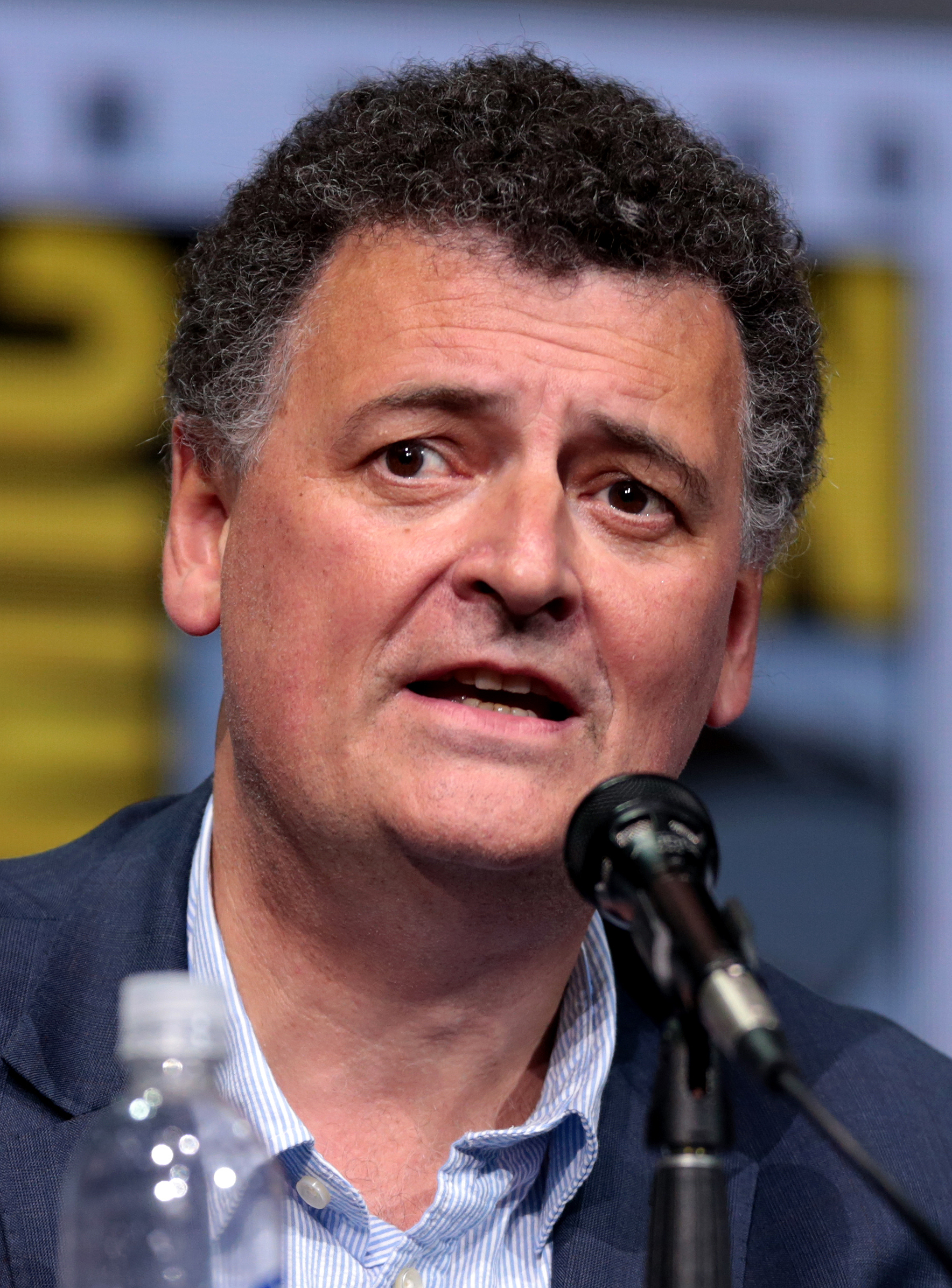
〈粉紅色的研究〉的編劇史蒂芬·莫法特

〈粉紅色的研究〉的前身是一部長60分鐘的試播集，由科奇·吉爾佐執導，2009年1月開拍，地點位在倫敦和卡迪夫，劇組之所以選擇在卡迪夫取景除了是因為當地的景物與倫敦吻合外，也更為經濟。但如劇情需顯示一些地標，劇組則會返回倫敦拍攝。貝克街221B號依然是福爾摩斯和約翰·華生的住處，但由於貝克街交通繁忙的關係，且存在太多標有夏洛克·福爾摩斯的景物，於是劇組未選擇在原處拍攝，而是在鄰近的高爾北街185號取景。1月20日至21日間，劇組在斯溫西溫登街的一間酒吧取景，耗時7小時。酒吧被布置成一家義式餐廳，劇中福爾摩斯與華生在該家餐廳裡用餐。1月21日，該集的取景地點轉移至卡迪夫的紐波特路。勞悅斯頓花園的房子在一棟即將出售的大宅拍攝。劇組大肆破壞了屋內擺設，營造出他們想要的質地與氛圍:60-63。試播集亦有在梅瑟蒂德菲爾取景。1月23日，拍攝作業在拍完貝克街的部分後結束。
試播集原定於2009年中期或下半年播出，製作團隊期望試播成功後能推出完整的電視劇。然而，這部耗資80萬英鎊的試播集並不被看好，導致「《新世紀福爾摩斯》是一個潛在的災難」的謠言傳了開來。為此，BBC決定取消播出試播集，改拍3集90分鐘長的集數，並認為故事情節要設計得更複雜和仔細。BBC的要求也令《連環粉紅命案》的劇本需重寫，整部劇集也得重新拍攝。創作團隊在評述音軌中澄清BBC對試播集「非常滿意」，但BBC要求他們改變試播集的形式。
隨後，包含〈粉紅色的研究〉在內的3集於2010年1月開拍。因原導演科奇·吉爾佐無法挪出時間:77，保羅·麥格根便接手執導該集。也由於該集的編劇兼《新世紀福爾摩斯》的主創之一史蒂芬·莫法特忙著製作的第五季，於是《新世紀福爾摩斯》的第1季不得不以相反的順序製作。BBC小說部的主任珍·特蘭特將「該年度剩下的所有電視劇預算」全都撥給了〈粉紅色的研究〉:61。因為預算有所增加，劇組得以換上更高級的攝影機:65。製作團隊利用機會稍微更動了試播集的部分細節，如在試播集中，福爾摩斯與傑夫對峙的地點在貝克街221B號，而實際播出版本則改為羅蘭柯爾進修教育學院:66。試播集中，福爾摩斯與華生所住公寓的樓下的三明治店屬哈德森太太所有，但播出的版本則不是:21。此外，劇組以「洩漏的資訊過多」為由，刪去關於夏洛克·福爾摩斯與邁克羅夫特·福爾摩斯的關係的描述。有別於試播集，實際播出版本的導演麥桂根決定將簡訊的內容直接呈現在螢幕上:23。

## 出典與設計
〈粉紅色的研究〉改編自於1887年出版的首部福爾摩斯小說《血字的研究》，標題亦是如此。《神探夏洛克》的主創馬克·加蒂斯承認，該集在很大程度上是建基於福爾摩斯的故事。《獨立報》的專欄作家湯姆·薩特克利夫指出，「讀者會發現，在劇中女死者刻意遺下手機其實與原著中女死者留下戒指是如出一轍的」。同時，劇中女死者留下「Rache」的血字也與原著相同，也是重要的線索，但不同的是，在原著中，「Rache」是德語，意指復仇﹔但在此集，這字卻成了人名和密碼:27。其他取材於《血字的研究》的劇情還包括福爾摩斯和華生相識的經過、福爾摩斯鞭打屍體以「驗證死後製造的瘀傷能到什麼程度」、兇手同樣是司機以及他們也患有致命的動脈瘤:25。莫法特避開了《血字的研究》中福爾摩斯拿梗犬試藥的橋段:25。
此外，華生詢問福爾摩斯是否有女友源於《第二塊血跡》，而福爾摩斯所說的「三片貼片的難題」則改編自《紅髮會》（1887年）中的「三支煙斗的難題」。在眾多福爾摩斯小說中，華生的傷處時常變換，《血字的研究》在肩膀，《四簽名》（1890年）中則是腿傷。劇中將其改成華生的肩膀和腿都受了傷，但他走路之所以會一瘸一拐全是心理因素造成的:26。與華生前往案發現場的途中，福爾摩斯針對華生手機的推論改編自《四簽名》中「華生的錶」:26。福爾摩斯傳給華生的簡訊內容「如果不方便，不管怎樣，還是來吧」取自福爾摩斯小說《匍行者探案》（1923年）中一份電報的內容:27。第二位受害者的名字詹姆士·菲利摩取自《雷神橋之謎》（1922年）中一個福爾摩斯未能解開的懸案:25。
有別於原著，該劇的時空背景設在2010年，因此〈粉紅色的研究〉中出現了眾多現代的產品，比如行動電話和福爾摩斯的尼古丁貼。劇組解釋道，他們之所以安排福爾摩斯用尼古丁貼取代抽煙斗是為了迎合現代的社會風氣和廣播條例。劇中，福爾摩斯被設計成一個善於利用如短訊和互聯網等科技來偵查案件的人，保羅·麥格根表示：「在書中他會盡可能運用各種儀器，長駐實驗室。這純粹是這點的現代版本。他會用現時可接觸的工具來解難」。

## 播出與家庭媒體
〈粉紅色的研究〉於2010年7月25日在BBC One和BBC HD首播。英國電影分級委員會（BBFC）把試播集和該集分為12級，理由為劇中含有「中度的暴力場面和威脅及自殺題材」。播出當晚共有750萬人從這兩種管道觀看該節目，收視率佔28.5%。最終，該集的收視人次達到了923萬。〈粉紅色的研究〉在英國全年欣賞指數報告中達87分。此外，還有140萬人從BBC iPlayer下載該集，讓該集名列該平台全年下載量的第三名。〈粉紅色的研究〉收錄在於2010年8月30日推出的《新世紀福爾摩斯》第1季DVD中。未播出的60分鐘長試播集版〈粉紅色的研究〉也收錄其中。《衛報》的評論家馬克·勞森（Mark Lawson）在文章中稱此舉「勇氣可嘉」。

## 反響
該集在播出後獲得影評人的如潮讚譽。《衛報》的丹·馬汀（Dan Martin）認為這集非常值得推薦：「《粉紅色的研究》帶有電視劇《軍情五處》的敘事技巧，卻又是福爾摩斯的故事：其推理橋段非常巧妙，而劇情更是莫法特式的撲朔迷離」。《每日電訊報》的塞雷娜·戴維斯（Serena Davies）稱該集「很有趣」，並大大讚揚了班奈狄克·康柏拜區的表現，但戴維斯亦指出，福爾摩斯的角色形象「過於清晰」，少了一份神秘感。《Den of Geek》評該集是2010年度最佳電視劇單集之一，並形容其開場是「大師級的示範」。
《獨立報》的湯姆·薩特克利夫認為，儘管該集的劇情「慢了一點」，但整體來說還是忠於原著的。IGN的克里斯·提利（Chris Tilly）給予該集7.8分（滿分10分）的評價，稱其為「完美的90分鍾」，並讚美了兩位主演及眾演員的表現，但美中不足的是結局有點草率。《影音俱樂部》的約翰·特提（John Teti）給了《連環粉紅命案》「B」的評分，認為儘管該集過於追求把事物現代化，但依不失為一集「有血性」的優質劇集。《衛報》的山姆·沃拉斯頓（Sam Wollaston）批評劇中的一些元素並未得到解釋。
該集在第63屆黃金時段艾美獎頒獎典禮上入圍了最佳迷你影集或電視電影編劇獎（史蒂芬·莫法特）、最佳迷你影集或電視電影單攝像機圖像剪輯（查理·菲利普斯）、最佳迷你影集或電視電影特效（詹姆士·賽德瑞頓、丹尼·哈格里夫斯、威爾·柯恩、詹姆斯·莫克森與阿里安娜·拉戈）及最佳編曲（大衛·阿諾德與麥可·普賴斯）。2011年，《連環粉紅命案》獲得了皮博迪獎的殊榮。

## 漫畫版
改編日本漫畫《新世紀福爾摩斯 粉紅色研究》（SHERLOCK ピンク色の研究）刊載於角川書店出版的漫畫月刊《Young Ace》，由Jay.作畫，於2012年11月号（2012年10月4日發行）開始連載，2013年8月号完結，單行本全1冊。
| 卷號 | 角川書店     | 角川書店            | 角川書店       | 角川書店            | 台灣角川      | 台灣角川            |
| 卷號 | 發售日期     | ISBN                | 雙語版發售日期 | 雙語版ISBN          | 發售日期      | ISBN                |
| ---- | ------------ | ------------------- | -------------- | ------------------- | ------------- | ------------------- |
| 1    | 2013年8月1日 | ISBN 978-4041207109 | 2015年6月9日   | ISBN 978-4046011183 | 2017年2月18日 | ISBN 978-9864735303 |

## 備註
1. ↑  又譯「粉紅色研究」。

## 外部連結
- 在BBC Online了解《A Study in Pink》
- 互联网电影数据库上A Study in Pink的资料（英文）